# Żołna (osada)
Żołna (dawniej Żelazny Most, kaszub. Żelazny Mòst lub też Żelôzny Mòst, niem. Eisenbrück) – osada kaszubska w Polsce, położona w województwie pomorskim, w powiecie człuchowskim, w gminie Przechlewo. 
W latach 1975–1998 osada administracyjnie należała do województwa słupskiego.
W kierunku południowowschodnim od Żołny znajduje się jezioro Lipczyno Wielkie. Wieś jest siedzibą sołectwa Żołna, w którego skład wchodzą również miejscowości Lipczynek i Szyszka. Obecna urzędowa nazwa miejscowości to nazwa sztuczna utworzona przez Komisję Nazw Miejscowości i Obiektów Fizjograficznych.